# Grammia complicata
Grammia complicata är en fjärilsart som beskrevs av Walker. Grammia complicata ingår i släktet Grammia och familjen björnspinnare. Inga underarter finns listade i Catalogue of Life.